# ラグナロクTCG
ラグナロクTCG（Ragnarok TCG）は韓国のゲーム会社GRAVITYによって製作されたオンラインゲーム。種別としてはトレーディングカードゲームに分類される。
韓国の漫画「ラグナロク」（作:이명진（イ・ミョンジン、李命進））の世界観を元にしたゲームラグナロクオンラインを元敷きとしたであり、スキル名、職業等は共通のものが多く見られる。
韓国ではyahooのゲームサービスのうちの一つとして無料でプレイ可能。
日本ではネットマーブルにより2005年10月7日にクローズドβテストが開始され、2006年1月19日にジェムシステムにより課金するシステムの構築を持って正式に商用サービス化。2008年1月18日サービス終了。
この項目におけるラグナロクTCGは日本で行われていた運営状況を元に記述しているが、開発、カードのバランス調整やシステム構築はグラビティで行われてから日本に導入されていた。また、有料化は日本のみのシステムであったために独自のカスタマイズが行われていた。

## ラグナロクTCGの特徴
ターン制によるカードバトルによって相手のキャラクターのHPを0にすることを究極の目的とする。カードを全てなくすことは主目的ではないが、カードをなくす事によって新規のカードの代わりに爆弾が配布され、HPを削っていくため目的としては類似である。

## ゲームシステム

### カードの種類
新規プレイヤーにはあらかじめ基本カード（BASICともいう）が全部で20種類、合計100枚配布される。
それ以外にも以下の種類のカードを得ることが可能である。
- FREEカード
- COMMONカード
- UNCOMMONカード
- RAREカード
- SPECIALカード
- EVENTカード
- TRADEカード

またキャラクターの職業に依存する専門職業カードが存在する。

### カードの導入
新規にプレイ開始を行ったプレイヤーは基本カードのみを所持している。より多くの種類のカードを得るためには以下の方法を駆使する必要が生じる。
- ショップにおけるカード購入
- ショップにおけるブースター購入
- カードトレード

#### 新規カードの購入
ショップにおいては以下の種類の購入が可能である。
- FREEカード
- COMMONカード、UNCOMMONカード、RAREカードのうちすでに他のプレイヤーによって売られて在庫のあるもの。

購入の際には全ての種類のカードにおいてZeny、さらにCOMMONカード、UNCOMMONカード、RAREカードにはジェムが必要である。
Zenyは以下の方法によって入手が可能である。
- ゲームにおける対戦
- カード売却

ジェムは以下の方法によって入手可能。
- ネットマーブルのシステムよりMPを購入し、MPを利用してジェムを購入する。

#### ブースターの購入
COMMONカード、UNCOMMONカード、RAREカードのうち在庫のないものについてはブースターを購入することによって入手が出来る可能性がある。
ブースターは通常20種類のカードのうち1枚が入っている袋の形式で販売されており、何が出現するかは分からなく、また希望のものが出現するとは限らない。
ブースター中においてはCOMMONカードの出現率が最も高く、ついでUNCOMMON。RAREカードは低確率で出現する。

#### カードトレード
上記ブースターにおいて不要であるカードを手に入れたときなどに他プレイヤーとのカードの交換を行うためのトレードシステムが作成されている。

### カードデッキの構築
プレイヤーは手持ちのカードの中から30枚を選択し「デッキ」を構築する。
その際に以下の制限が課せられる。
1. 同じ種類のカードは3枚までしか入れられない
2. 専門職業カードはその職業に属するキャラクターのデッキにしか入れられない
3. TRADEカードを入れることはできない

### キャラクター
以下の職業が現在実装されており、職業依存カードを利用することが出来る。
キャラクターは当初ノービスより開始し、Lv4になると1次職、Lv10になると二次職に転職することが可能になる。
ラグナロクオンラインでは2次職として2系統が示されているが、ラグナロクTCGでは1系統のみ。
1. 剣士系　1次職ソードマン　→　2次職ナイト
2. 魔術師系　1次職マジシャン　→　2次職ウィザード
3. 聖職者系　1次職アコライト　→　2次職プリースト
4. 弓師系　1次職アーチャー　→　2次職ハンター
5. 盗賊系　1次職シーフ　→　2次職アサシン
6. 商人系　1次職マーチャント　→　2次職ブラックスミス